# Okręg wyborczy nr 23 do Sejmu Rzeczypospolitej Polskiej (1991–1993)
Okręg wyborczy nr 23 do Sejmu Rzeczypospolitej Polskiej (1991–1993) obejmował województwo elbląskie i olsztyńskie. W ówczesnym kształcie został utworzony w 1991. Wybieranych było w nim 13 posłów w systemie proporcjonalnym.
Siedzibą okręgowej komisji wyborczej był Olsztyn.

## Wybory parlamentarne 1991
Głosowanie odbyło się 27 października 1991.
| Komitet wyborczy                                      | Komitet wyborczy                                                  | Głosów | %     | Mandaty | Wybrani posłowie                  |
| ----------------------------------------------------- | ----------------------------------------------------------------- | ------ | ----- | ------- | --------------------------------- |
|                                                       | Sojusz Lewicy Demokratycznej                                      | 40 276 | 12,82 | 2       | Tadeusz Iwiński, Marian Kozłowski |
|                                                       | Unia Demokratyczna                                                | 36 423 | 11,59 | 2       | Mariusz Wesołowski, Andrzej Bober |
|                                                       | Polskie Stronnictwo Ludowe Sojusz Programowy                      | 35 937 | 11,44 | 2       | Witold Białobrzewski, Marek Domin |
|                                                       | Porozumienie Obywatelskie Centrum                                 | 29 049 | 9,24  | 1       | Edmund Krasowski                  |
|                                                       | Kongres Liberalno-Demokratyczny                                   | 21 738 | 6,92  | 1       | Paweł Abramski                    |
|                                                       | Wyborcza Akcja Katolicka                                          | 21 015 | 6,69  | 1       | Halina Nowina Konopka             |
|                                                       | Konfederacja Polski Niepodległej                                  | 16 738 | 5,33  | 1       | Michał Janiszewski                |
|                                                       | Partia X                                                          | 15 212 | 4,84  | 1       | Kazimierz Chełstowski             |
|                                                       | Niezależny Samorządny Związek Zawodowy „Solidarność”              | 14 658 | 4,66  | 1       | Jerzy Niczyperowicz               |
|                                                       | Polska Partia Przyjaciół Piwa                                     | 13 956 | 4,44  | 1       | Andrzej Zakrzewski                |
|                                                       | Porozumienie Ludowe                                               | 10 798 | 3,44  | –       |                                   |
|                                                       | Chrześcijańska Demokracja                                         | 10 105 | 3,22  | –       |                                   |
|                                                       | Solidarność Pracy                                                 | 9939   | 3,16  | –       |                                   |
|                                                       | Unia Polityki Realnej                                             | 7004   | 2,23  | –       |                                   |
|                                                       | Wyborczy Blok Mniejszości                                         | 6950   | 2,21  | –       |                                   |
|                                                       | Stronnictwo Demokratyczne                                         | 4791   | 1,52  | –       |                                   |
|                                                       | Kongres Rzeczypospolitej Samorządnej                              | 3314   | 1,05  | –       |                                   |
|                                                       | Zdrowa Polska – Sojusz Ekologiczny                                | 3286   | 1,05  | –       |                                   |
|                                                       | Niezależny KW Kolejarzy                                           | 3095   | 0,98  | –       |                                   |
|                                                       | Stronnictwo Narodowe                                              | 2291   | 0,73  | –       |                                   |
|                                                       | Koalicja Polskiej Partii Ekologicznej i Polskiej Partii Zielonych | 2018   | 0,64  | –       |                                   |
|                                                       | Polska Partia Ekologiczna – Zieloni                               | 1966   | 0,63  | –       |                                   |
|                                                       | Północno-Wschodnie Stowarzyszenie Rolnicze                        | 1928   | 0,61  | –       |                                   |
|                                                       | Polski Związek Zachodni                                           | 763    | 0,24  | –       |                                   |
|                                                       | Blok Ludowo-Chrześcijański                                        | 618    | 0,20  | –       |                                   |
|                                                       | Białoruski KW                                                     | 347    | 0,11  | –       |                                   |
| Frekwencja: 39,42% Źródło: Państwowa Komisja Wyborcza |                                                                   |        |       |         |                                   |